# Gleichenia polypodioides
Gleichenia polypodioides là một loài dương xỉ trong họ Gleicheniaceae. Loài này được L. Sm. mô tả khoa học đầu tiên năm 1793.

## Hình ảnh

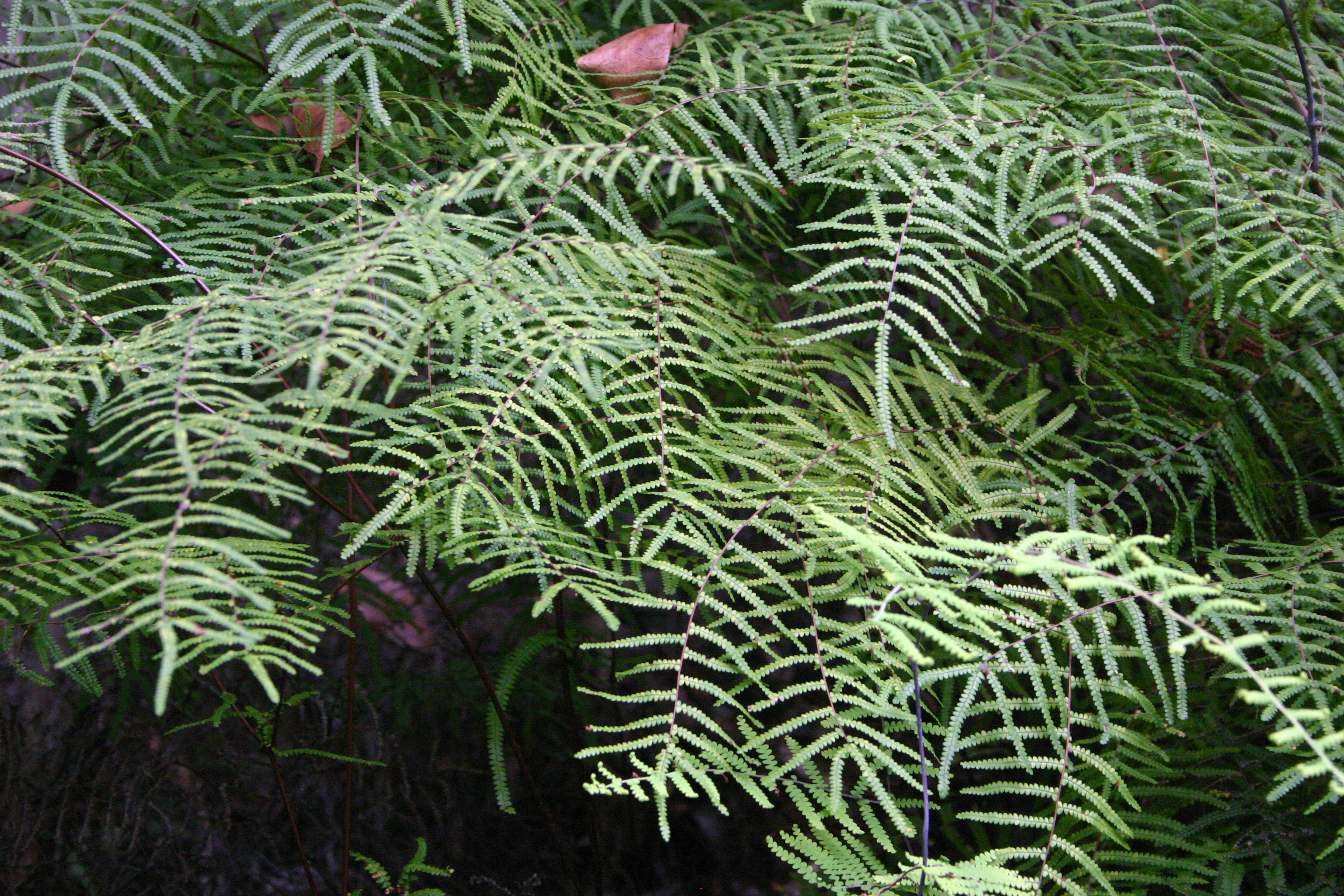
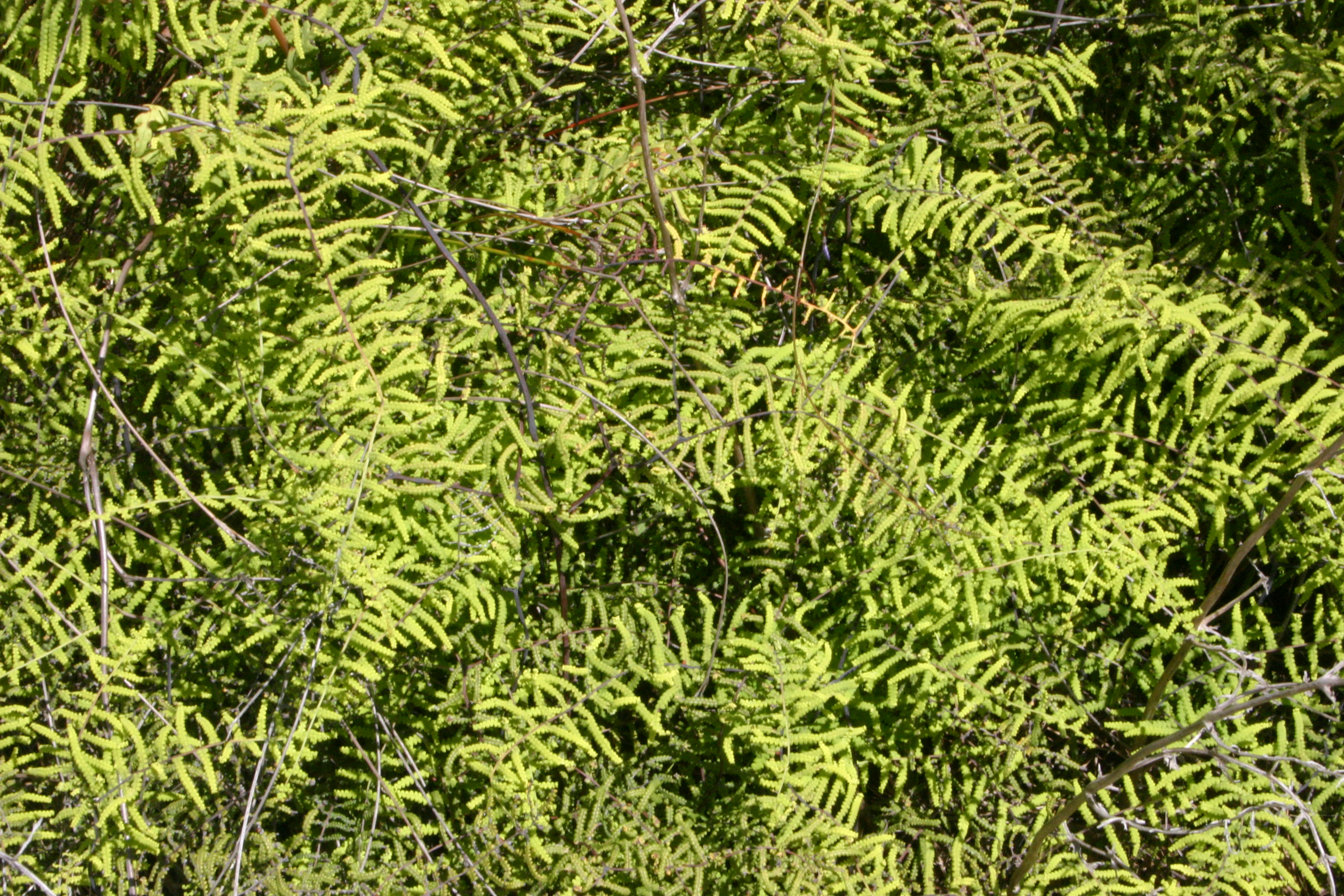
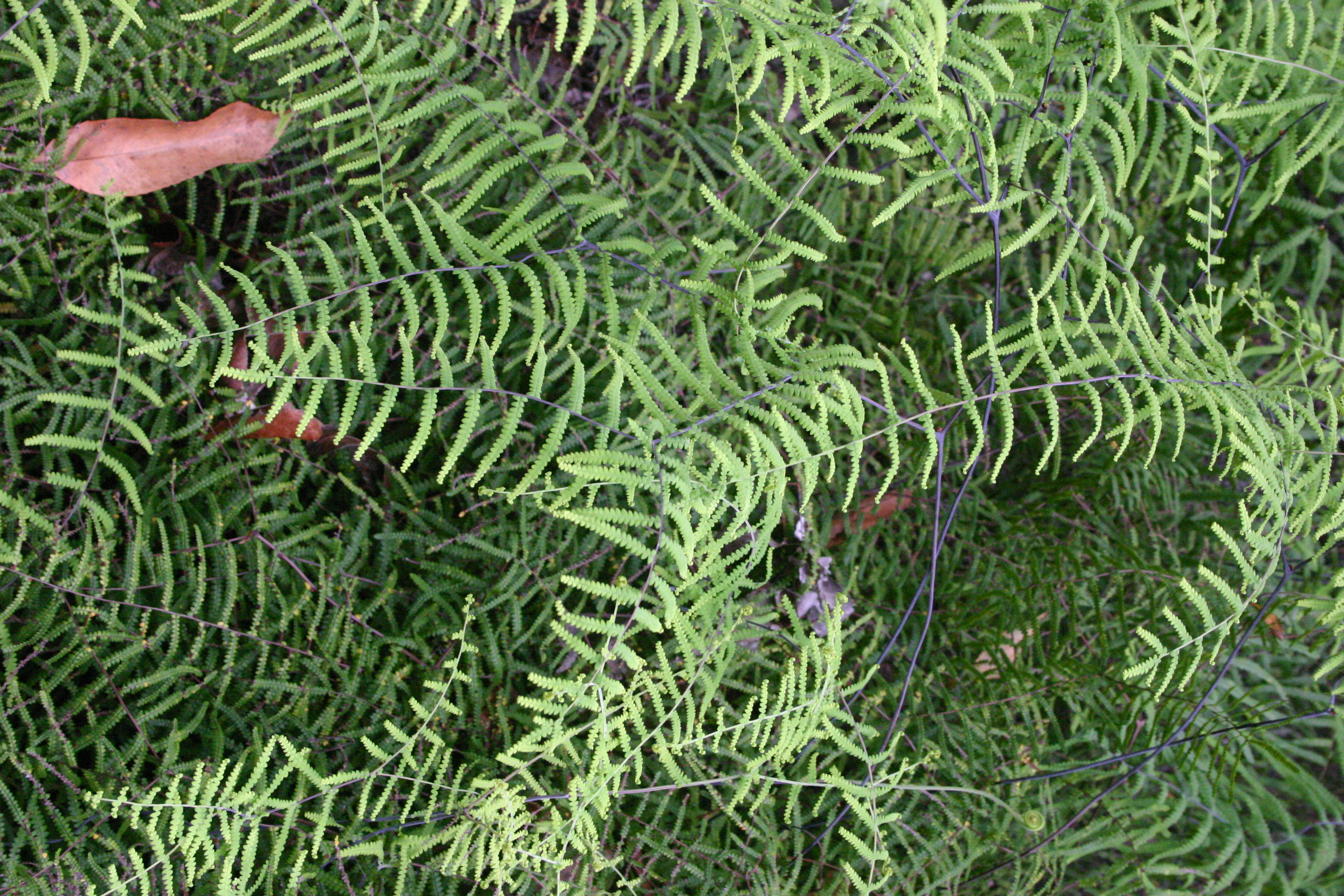